# 交雑
交雑（こうざつ）または異種交配（いしゅこうはい）（英語: crossbreed）とは、生物学においては、異なる種や異なる亜種の関係にある動物・植物を特に人工的に組み合わせて交配させ、繁殖し雑種を作ること。

## 概説
交雑は主に、有性生殖及び受精のシステム上の問題から、かなり近い種類の有性生殖を行う生物間でのみ発生する。特に亜種間の交雑が進めば、亜種レベルの差異が小さくなり、亜種自体が消滅することが起こる。
種間の交雑は自然界ではあまり起こらないが、特定のグループの間ではしばしば起こり（コイ科、カモ属、イヌ属、カイコとクワコ、オオクワガタとコクワガタなど）、これらは種と亜種の区分が決して明確でないことを示している。
このような交配が新しい種の誕生につながるという進化論の説もある。その一方で外来種と現地の生物が交雑し、元の種族が外来種の生物とその交雑種とに、種としての生存競争で敗れる場合も見られる。（→野猫とヤマネコ）

### 例
異種

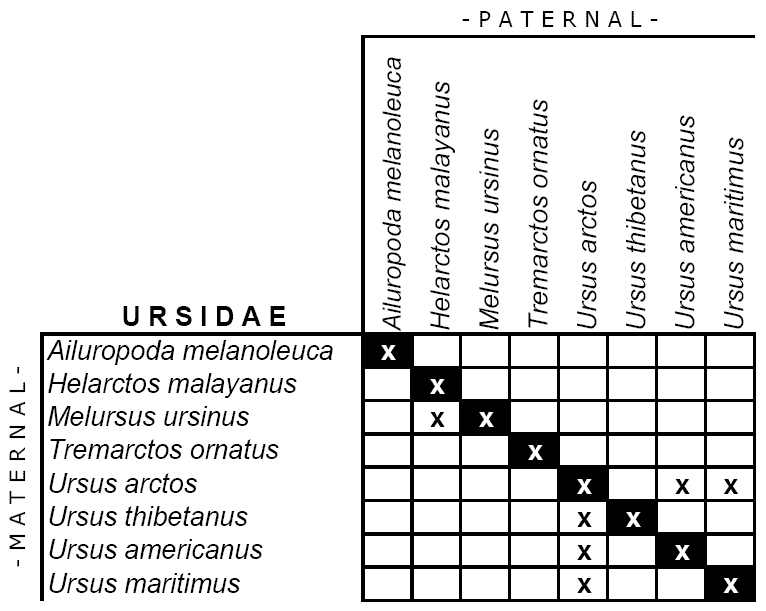
クマ科の異なる種間での交雑の可否。上もしくは左から順に A. melanoleuca ジャイアントパンダ、H. malayanus マレーグマ、M. ursinus ナマケグマ、T. ornatus メガネグマ、U. arctos ヒグマ、U. thibetanus ツキノワグマ、U. americanus アメリカグマ、U. maritimus ホッキョクグマ。

- カニド・ハイブリッド - イヌ科の動物間の交雑（例：犬と狼など）
- ハイイログマとホッキョクグマの雑種
- ラバ - 父ロバと母ウマの交雑、逆の場合はケッテイ
- 羊-山羊ハイブリッド（英語版） - ギープ、もしくはshoatと呼ばれる。人工的にキメラ胚から作られた羊-山羊キメラも、メディアにギープと呼ばれるが、別のものである。

- ヒョウ属の交雑チャート

| 雄＼雌     | ライオン ♀                      | トラ ♀                  | ジャガー ♀             | ヒョウ ♀                  |
| ライオン ♂ | ライオン ♂ ライオネス ♀         | ライガー ♂ ライグリス ♀ | Liguar ♂ Liguaress ♀   | ライパード ♂ ライパデス ♀ |
| トラ ♂     | タイゴン ♂ タイゴネス ♀         | タイガー ♂ タイグリス ♀ | Tiguar ♂ Tiguaress ♀   | Tigard ♂ Tigardess ♀      |
| ジャガー ♂ | ジャグリオン ♂ ジャグリオネス ♀ | Jagger ♂ Jaggress ♀     | ジャガー ♂ Jaguaress ♀ | Jagupard ♂ Jagupardess ♀  |
| ヒョウ ♂   | レオポン ♂ レオポネス ♀         | Leoger ♂ Leogress ♀     | Leguar ♂ Leguaress ♀   | レオパード ♂ Leopardess ♀ |
第二世代
| 雄＼交雑雌 | ライグリス♀                | タイゴネス♀               | Jagupardess ♀                  | Leguaress ♀                | Liguaress ♀                |
| ライオン ♂ | ライライガー ♂ Liligress ♀ | リティゴン ♂ Litigoness ♀ | Lijagupard ♂ Lijagupardess ♀   | Lileguar ♂ Lileguaress ♀   | Liliguar ♂ Liliguaress ♀   |
| トラ ♂     | ティライガー ♂ Tiligress ♀ | Titigon ♂ Titigoness ♀    | Tijagupard ♂ Tijagupardess ♀   | Tileguar ♂ Tileguaress ♀   | Tiliguar ♂ Tiliguaress ♀   |
| ジャガー ♂ | Jagliger ♂ Jaligress ♀     | Jagtigon ♂ Jagtigoness ♀  | Jagjagupard ♂ Jagjagupardess ♀ | Jagleguar ♂ Jagleguaress ♀ | Jagliguar ♂ Jagliguaress ♀ |
| ヒョウ ♂   | Leoliger ♂ Leoligress ♀    | Leotigon ♂ Leotigoness ♀  | Leojagupard ♂ Leojagupardess ♀ | Leoleguar ♂ Leoleguaress ♀ | Leoliguar ♂ Leoliguaress ♀ |
| レオポン ♂ | —                          | —                         | —                              | —                          | Leoligular                 |